# Бергин, Майкл
Майкл Джон Бергин (англ. Michael John Bergin; род. 18 марта 1969 года) — модель и актёр.

## Юность
Майкл родился в Нотаке, штат Коннектикут и посещал Коннектикутский университет. Во время учёбы в колледже Бергин начал работать моделью.

## Карьера
Бергин наиболее известен как преемник Марка Уолберга в знаменитой серии черно-белых снимков коллекции нижнего белья от Calvin Klein. Он участвовал в показах таких известных брендах, как Sonia Rykiel, Valentino, Calvin Klein, Gianfranco Ferre, Giorgio Armani, Yves Saint Laurent и Donna Karan, так же являлся лицом Claiborne for Men и a division of Liz Claiborne, Inc. в течение трех лет. Сотрудничал с такими компаниями, как Kellogg’s, Bacardi Rum, L'Oréal, Maybelline, Coty, Valentino, Perry Ellis, и Liz Claiborne и снимался в рекламе.
Работал с агентствами Wilhelmina Models в Нью-Йорке и New York Model Management.
Помимо индустрии моды, Бергин так же проявил себя и как актёр. В частности, он играл роль Джей Ди Дариуса в сериале «Спасатели Малибу» с 1997 по 2001 год.
В 2006 году участвовал в научно-фантастическом реалити-шоу Celebrity Paranormal Project на канале VH1. Позже запустил собственный бренд мужского нижнего белья.
На данный момент Бергин работает агентом по недвижимости в Беверли-Хиллз.

## Личная жизнь
В начале 1990 — х Бергин познакомился с Кэролин Бессетт-Кеннеди, публицистом Calvin Klein, с которой он встречался даже во время её отношений с Джоном Ф. Кеннеди-младшим, за которого она позже вышла замуж в сентябре 1996 года. 16 июля 1999 года Кэролин и Джон погибли в авиакатастрофе. В начале 2004 Бергин опубликовал мемуары об отношениях с Бессет, утверждая, что они продолжали сексуальную связь в то время, когда Бессетт встречалась с Кеннеди и во время их брака.
24 сентября 2004 года женился на визажисте, Джой Тилк, у пары двое детей — сын Джесси и дочь Алана.
В 2004 году был арестован за вождение в нетрезвом виде.

## Благотворительность
Бергин работал с антинаркотической детской программой D. A. R. E. в качестве национального представителя и посвятил не мало времени, посещая многочисленные благотворительные организации по борьбе со СПИДом.